# Beauharnais Amália brazil császárné

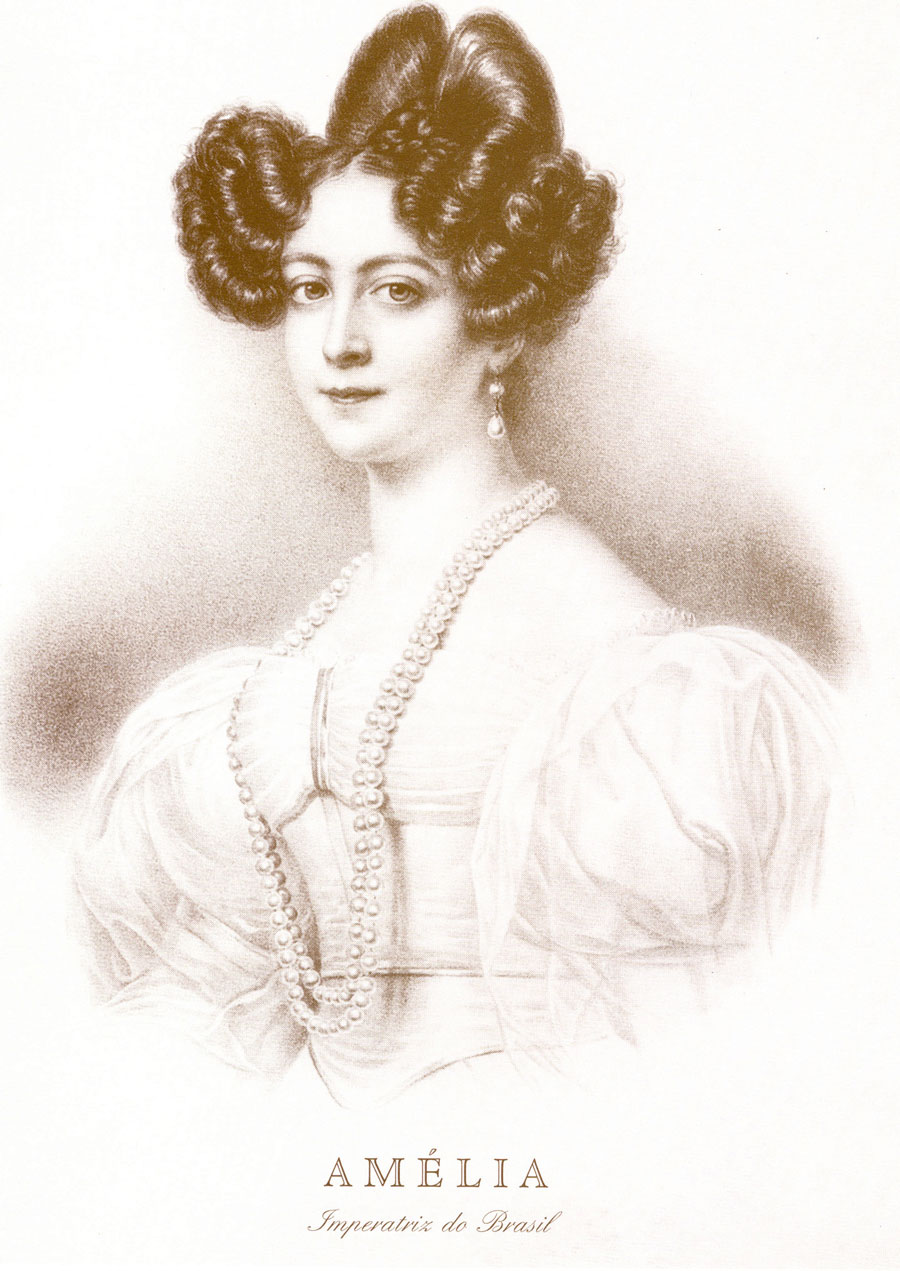
Amélie Auguste de Beaharnais leuchtenbergi hercegnő (Jean-Baptiste Aubry-Lecomte műve, 1829).

Amélie Auguste hercegnő és I. Péter brazil császár esküvője 1829-ben (J.B. Debret akvarellje).

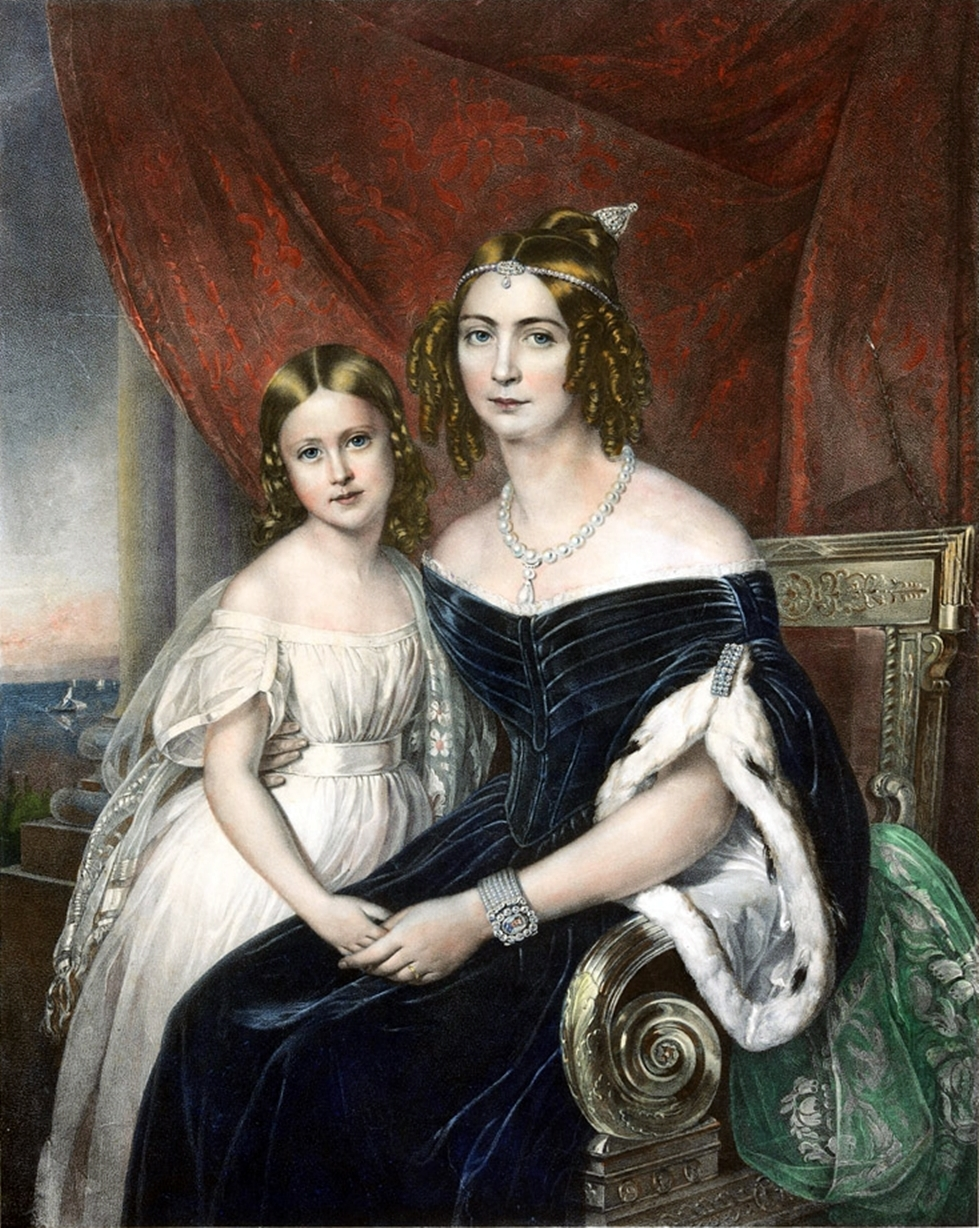
Amália brazil császárné leányával, Mária Amália hercegnővel.

Amélie Auguste Eugénie Napoléone de Beauharnais (Milánó, 1812. július 31. – Lisszabon, 1873. január 26.) francia hercegnő, Eugène de Beauharnais leánya, 1812–17-ig francia császári hercegnő (princesse impériale française), 1817-től leuchtenbergi hercegnő (Prinzessin von Leuchtenberg), I. Péter brazil császár második feleségeként 1829–1831 között Brazília császárnéja (imperatriz consorte do Brasil), 1831-től haláláig Bragança hercegnéje (duquesa da Bragança).

## Élete

### Származása, testvérei
Amélie Auguste de Beauharnais leuchtenbergi hercegnő édesanyja a Wittelsbach-házból származó Auguszta Amália bajor királyi hercegnő (1788–1851) volt, IV. Miksa József bajor választófejedelem (1756–1825), 1806-tól I. Miksa néven bajor király és Auguszta Vilma Mária hessen–darmstadti hercegnő (1765–1796) legidősebb leánya.
Édesapja Eugène de Beauharnais (1781–1824) francia herceg volt, Itália francia alkirálya, a jakobinusok által kivégeztetett Alexandre François Marie de Beauharnais vikomt (1760–1794) és Joséphine de Beauharnais (1763–1814) fia, 1806-tól I. Napóleon francia császár fogadott fia, 1817-től Leuchtenberg hercege.
Anyai ágon (hesseni, hanau-ansbachi, baden-durlachi és kleeburgi felmenői révén) Amélie Auguste I. Gusztáv és IX. Károly svéd királyok leszármazottja is volt. Apai ágon (lotaringiai felmenői révén) révén II. Keresztély dán király egyik utódjának is vallhatta magát.
Hét testvér sorában Amélie Auguste hercegnő volt a negyedik. Hatan érték meg a felnőttkort.
- Joséphine Maximilienne (1807–1876), aki 1823-ban I. Oszkár svéd király felesége lett.
- Eugénie Hortense (1808–1847), aki Konstantin von Hohenzollern-Hechingen herceg (1801–1869) felesége lett.
- Auguste Charles (1810–1835), Leuchtenberg II. hercege, aki II. Mária (da Glória) portugál királynőt (1819–1853) vette feleségül. 1831-ben jelölték Belgium királyi trónjára, de azt végül Szász-Coburg-Gothai Lipót herceg nyerte el.
- Amélie Auguste (1812–1873), aki I. Péter brazil császár második felesége lett.
- Théodelinde Louise (1814–1857), aki Wilhelm von Württemberg grófhoz, a későbbi urachi herceghez ment feleségül.
- Caroline Clotilde (*/† 1816), csecsemőkorban meghalt.
- Maximilien Joseph (1817–1852), Leuchtenberg III. hercege, aki Marija Nyikolajevna Romanova orosz nagyhercegnőt (1819–1876), I. Miklós orosz cár leányát vette feleségül, és az orosz cári család tagjaként Romanovszkij hercegi címet kapott.

Születésekor apja, Eugène de Beauharnais a Francia Császárság marsallja (Maréchal de l’Empire), és az Itáliai Királyság francia alkirálya volt, I. Napóleon császár kegyéből. Amélie Auguste első keresztneveit édesanyja után, negyedik keresztnevét, a Napóleon név női változatát apja, Eugène herceg adta, császári mostohaapja iránti hódolata jeléül. Szülei az alkirályi székhelyen, Milánóban laktak, Amélie Auguste is itt született 1812-ben. 1814-ben kétéves volt, amikor szüleinek menekülniük kellett Milánóból, a Napóleon bukását követően kibontakozó franciaellenes felkelés elől. Anyai nagyapjához, I. Miksa bajor királyhoz költöztek Münchenbe, aki 1817-ben a családnak a Leuchtenberg hercegi címet adományozta, amelyet Amélie is örökölt.

### Házassága, gyermeke
1829. augusztus 2-án Münchenben Amélie hercegnő képviselők útján (per procurationem) házasságot kötött a Bragança-házból való I. Péter brazil császárhoz (1798–1834), aki 1826-ig IV. Péter néven portugál király is volt. (Az 1826-ban megözvegyült Péter első felesége, Habsburg–Lotaringiai Mária Leopoldina főhercegnő (1797–1826) volt, I. Ferenc osztrák császár, magyar és cseh király (1768–1835) leánya).
Amélie elutazott Brazíliába bátyjának, Auguste Charles hercegnek (1810–1835), Leuchtenberg II. hercegének kíséretében. A hivatalos esküvőt ünnepélyes keretek között október 17-én Rio de Janeiróban tartották meg, az egyházi áldást a császári palota kápolnájában kapták meg. A gáláns Péter császár, akit elbűvölt feleségének szépsége, a császárné tiszteletére megalapította a Rózsa-rendet. A házasság révén Amália hercegnőt felruházták a Brazília császárnéja címmel. Egyetlen leányuk született:
- Mária Amália portugál infánsnő, brazil császári hercegnő (Maria Amélia de Bragança, Princesa do Brasil e Infanta de Portugal, 1831–1853), aki rövid ideig Ferdinánd Miksa osztrák főherceg jegyese volt, de még az esküvő előtt meghalt.

Férje, Péter császár 1831. április 7-én lemondott a brazil császári trónról első házasságából született kiskorú fia, II. Péter brazil császár (1825–1891) javára, és Amélie-vel együtt visszatért Portugáliába, ahol a portugál királyi korona megszerzése érdekében harcbaszállt öccse, I. Mihály portugál király (1802-1866) ellen, saját leányának, Mária infánsnő nevében. Péter lemondása miatt Amélie elveszítette a Brazília császárnéja címét, de portugál infánsnői (királyi hercegnéi) címét megtarthatta, férje után Bragança-hercegnéje cím is megillette. A Queluz kastélyban éltek, Lisszabon közelében. Férje, Péter excsászár 1834-ben elhunyt. Az özvegy Amélie hercegné ettől kezdve főleg jótékonykodással foglalkozott.
1835-ben Amélia öccse, Auguste Charles (Ágost leuchtenbergi herceg) feleségül vette az elhunyt Péter császár legidősebb leányát, II. Mária portugál királynőt (1819–1853), de már két hónappal az esküvő után meghalt.
1850-ben Amélia hercegné és a trónörökös, Péter herceg viszonya megromlott, a volt császárné leányával együtt elhagyta Portugáliát. Mint leuchtenbergi hercegnő, édesanyjának szülőföldjére, Bajorországba vonult vissza. A seeoni kolostorba költözött (ma: Seeon-Seebruck község, Chiemgau tartományban). Leányának tüdőbetegsége azonban súlyosbodott, ezért visszatértek Portugáliába. Amélie haláláig ápolta a gümőkórban szenvedő Mária Amália hercegnőt, aki 1853-ban Funchalban, Madeira szigetén elhunyt.
1872-ben Amélie hercegné tüdőbetegsége is igen súlyosra fordult. Legidősebb nővére, Joséphine Maximilienne, az özvegy svéd anyakirályné még utoljára meglátogatta Lisszabonban. Amélie végrendeletében Joséphine-re hagyta egész vagyonát, vele a madeirai Hospicio Donna Maria Amélia tüdőbeteg-kórházat, amely az 1853-ban itt elhunyt leányának, Mária Amália portugál infánsnőnek nevét viselte.
Amélia Auguszta leuchtenbergi hercegnő, portugál királyi hercegné 1873. január 26-án hunyt el Lisszabonban, 61 éves korában. A seeoni kolostor épületegyüttese 1852-ben a Leuchtenberg hercegi család tulajdonába került, és egészen 1934-ig a család székhelye maradt. A volt brazil császárné hamvait 1982-ben Paulo Maluf kormányzó kezdeményezésére átszállították São Paulóba, ahol a Brazil Függetlenség emlékművén belül kialakított Császári Kriptában (Cripta Imperial do Monumento à Independência do Brasil) helyezték örök nyugalomra.

## Emléke játékfilmeken
Leuchtenbergi Amélia császárné élete több brazil játékfilmben is megjelenik:
- „Independência ou Morte”, játékfilm, 1972. (Alakítója Maria Cláudia).
- „Entre o Amor e a Espada”, televíziós sorozat, 2001. (Alakítója Cida Marques).
- „O Quinto dos Infernos”, televíziós sorozat, 2002. (Alakítója Cláudia Abreu).